# HD 198802
HD 198802，又名BD-12 5854，SAO 163953、HR 7994，是一颗恒星，视星等为6.38，位于銀經36.15，銀緯-32.2，其B1900.0坐标为赤經20h 47m 37.4s，赤緯-11° -32.2′ 6″。